# Wien Hütteldorf
Wien Hütteldorf (niem: Bahnhof Wien Hütteldorf) – stacja kolejowa w Wiedniu, w Austrii.
Stacja jest węzłem trzech linii kolejowej, a mianowicie w Westbahn, Verbindungsbahn do Meidling i Vorortelinie. Zatrzymaje się tutaj wiele pociągów dalekobieżnych (ÖBB-IC, Inter City i Euro Night) i pociągów lokalnych (REX, regionalne i Wiedeń). stacja Hütteldorf jest stacją końcową linii U4 metra. Z pobliskiego dworca autobusowego kursuje wiele autobusów miejskich i podmiejskich.

## Galeria

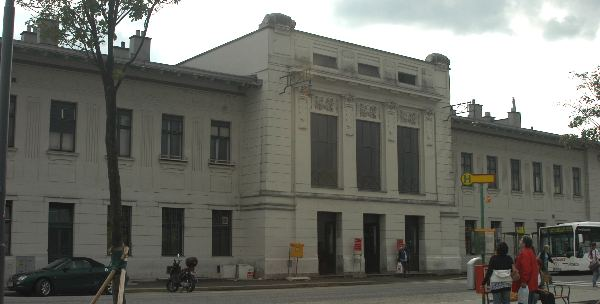
Dworzec Hütteldorf-Hacking (Część północna)
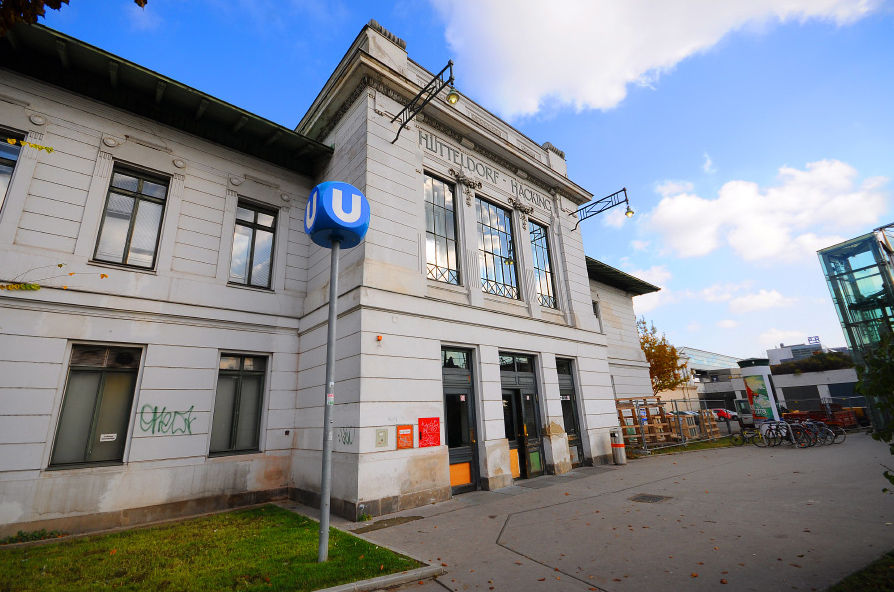
Dworzec Hütteldorf-Hacking (Część południowa)
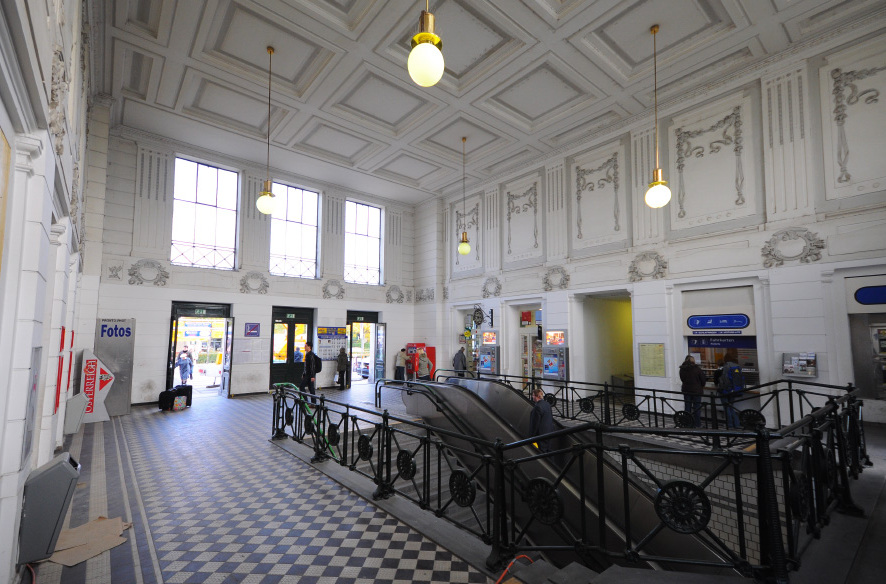
Wnętrze hali dworcowej
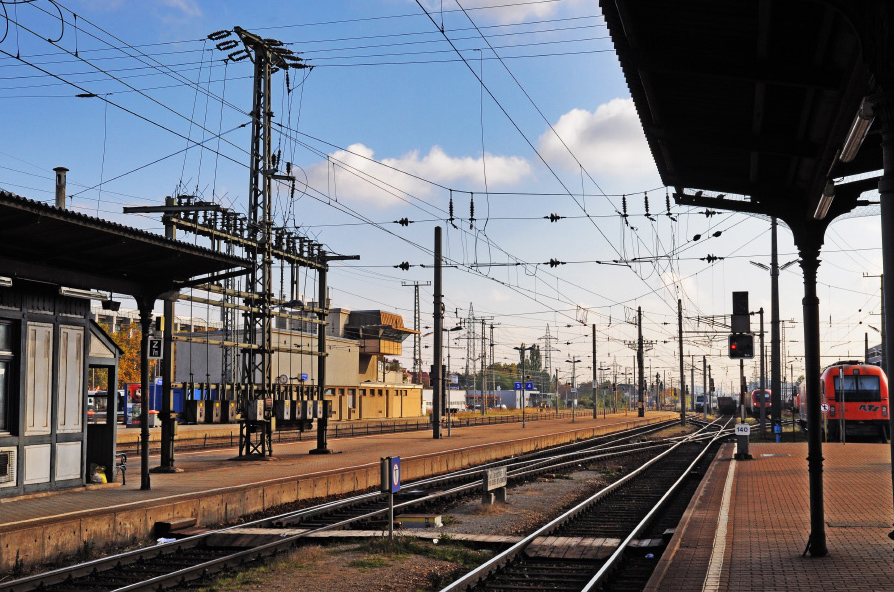
Perony